# Gerichtsbezirk Gottschee
Der Gerichtsbezirk Gottschee (slowenisch sodni okraj Kočevje) war ein dem Bezirksgericht Gottschee  unterstehender österreichischer Gerichtsbezirk  im Kronland Krain. Er umfasste Teile des politischen Bezirks Gottschee (Kočevje), war 1910 der flächenmäßig zweitgrößte Gerichtsbezirk der Krain und wies die achtgrößte Einwohnerzahl der Gerichtsbezirke auf. Mit einem Anteil von fast 70 % beherbergte der Gerichtsbezirk zudem die mit Abstand größte Zahl deutschsprachiger Einwohner der gesamten Krain, wobei die Gottscheer einen oberdeutschen Dialekt sprachen und in einer deutschen Sprachinsel lebten, deren Zentrum die Stadt Gottschee war.
Der Gerichtsbezirk Gottschee wurde 1919 Jugoslawien zugeschlagen.

## Geschichte
Der Gerichtsbezirk Gottschee entstand infolge eines Ministervortrags vom 6. August 1849, in dem die Grundzüge der Gerichtseinteilung festgelegt wurden. Nachdem im Dezember 1849 die Gebietseinteilung der Gerichtsbezirke sowie die Zuweisung der Gerichtsbezirke zu den neu errichteten Bezirkshauptmannschaften durch die „politische Organisierungs-Commission“ festgelegt worden war, nahmen die Bezirksgerichte der Krain per 1. Juni 1850 ihre Tätigkeit auf.
Dem Bezirksgericht Gottschee wurden durch die Landeseinteilung der Krain im März 1850 die 41 Katastralgemeinden Altlack, Banjaloka, Buchberg, Büchel, Ebenthal, Fara, Friesach, Göttenitz, Gotschee, Graflinden, Hirtenberg, Kazendorf, Koflern, Kotschen, Kummersdorf, Kuschel, Lienfeld, Malgern, Mitterdorf, Obergrass, Suchen, Unterlack, Unterdeutschau, Obermösel, Morowitz, Nesselthal, Osiunitz, Piertsche, Reinthal, Reichenau, Rieg, Schwarzenbach, Sele, Skril, Stallzern, Suchor, Sürgern, Taubenbrunn, Tiefenbach, Verch und Woseil zugewiesen. Zusammen mit den Gerichtsbezirken Reifnitz (Ribnica) und Grosslaschitz (Velike Lašče) bildete der Gerichtsbezirk Gottschee den Bezirk Gottschee.
Der Gerichtsbezirk wies 1880 eine anwesende Bevölkerung von 20.331 Personen auf, wobei 5.622 Menschen Slowenisch und 14.323 Menschen Deutsch als Umgangssprache angaben.
1910 wurden für den Gerichtsbezirk 19.203 Personen ausgewiesen, von denen 4.689 Slowenisch (24,4 %) und 13.291 Deutsch (69,2 %) sprachen.
Durch die Grenzbestimmungen des am 10. September 1919 abgeschlossenen Vertrages von Saint-Germain wurde der Gerichtsbezirk Gottschee zur Gänze dem Königreich Jugoslawien zugeschlagen.

## Gerichtssprengel
Der Gerichtssprengel Gottschee umfasste infolge der Zusammenfassung der Katastralgemeinden zu Gemeinden (1910) die 25 Gemeinden Banja Loka, Borovec (Morobitz), Briga (Tiefenbach), Črni Potok (Schwarzenbach), Draga (Suchen), Fara, Gotenica (Göttenitz), Kočevje (Gottschee), Knezja Lipa (Graflinden), Koče (Kotschen), Kočevska Reka (Rieg), Koprivnik (Nesselthal), Lienfeld, Mahovnik (Mooswald), Mała Góra (Malgern), Mozelj (Mösel), Nemška Loka (Unterdeutschau), Novi Lazi (Hinterberg), Osilnica (Ossiunitz), Polom (Ebenthal), Sela (Seele), Spodnji Log (Unterlag), Stara Cerkev (Mitterdorf), Stari Log (Altlag) und Trava (Obergraß).